# Route 67 (Islande)
Pour les articles homonymes, voir Route 67.
La Route 67 (Þjóðvegur 67) ou Hólmavíkurvegur est une route islandaise qui dessert la commune de Hólmavík dans la région des Vestfirðir.

## Trajet
- Route 61
- Flateyri